# 待兼福來
待兼福來，是日本純種競賽馬匹。生涯活躍於中長途賽事，曾於1997年勝出菊花賞。

## 出賽前
1994年5月22日出身於北海道浦河町信成牧場，成長途中於拍賣會上被馬主細川益男以1610萬日圓購入。
其後交由栗東訓練中心練馬師二分久男訓練。

## 競賽生涯

### 3歲（現2歲）
1996年11月30日出戰阪神競馬場3歲新馬戰，雖然比賽初段保持於有利位置，但於通過第一彎道後向外逸走，最終無法憑借加速挽回劣勢下被協榮三月拉開大差的距離，亦以鼻位差距敗於Erimo Shiten O以第三完賽。
其後出戰另一場3歲新馬戰，但於其中仍然無法發揮優秀的表現，最終僅獲得第四。

### 4歲（現3歲）
1997年年初由於其出戰蹄裂的症狀，因而進入約3個月的休養，並於3月15日出戰4歲未勝利戰。比賽開始後，其採取先行策略下成功於直路取得優勢，最終不斷加速下拉開後方5馬位取得首勝。
4月出戰條件戰君子蘭賞及滿利谷馬場賞取得一冠一亞後，隨即出戰公開賽主席錦標，並於其中僅敗於無聲鈴鹿取得第二。
6月1日出戰東京優駿（日本打吡），比賽初段選擇於第五左右的位置展開推進，並於通過第三彎道後逐步發力進佔先頭第三的位置。然而於進入直路後，其無法發揮穩定的加速力保持速度，最終不斷失速下以第七落敗。
其後重返條件戰級別出戰櫻桃賞作挑戰，於其中跑出全場最快末腳下大幅拋離對手，最終拉開後方馬匹3馬位獲勝。
放草過後出戰神戶新聞盃，由於上仗的騎師武豐需要策騎櫻花桂冠遠征法國，因而改由南井克巳策騎。比賽開始後，其一直保持於後方的位置，並於比賽途中以穩定的節奏逐步推進。進入直路後，其仍然處於較後的位置，而領放馬無聲鈴鹿則保持約莫10馬位的優勢。然而此時待兼福來突然於外檔位置爆發速度，不斷衝刺之下轟出轟出後600米35.2秒的末腳，最終成功逆轉和無聲鈴鹿之下的差距，更於超越對手後拉開1 1/4馬位的距離率先衝線，奪得首個分級賽冠軍。
其後出戰京都新聞盃，雖然其出閘順利，但因於第一彎道被其他馬匹阻擋進路下而需要稍作墮後於中團位置追走。然而進入直路後，其成功閃入內欄位置以最短的路程加速取得領先，及後保持速度下亦足以抵擋分別於外檔及大外檔追擊的Pulsebeat及目白光明，最終以3/4馬位優勢再下一城。
11月2日出戰菊花賞，雖然其兩度勝出前哨戰，但由於血統上的長距離適性並不明顯下，其仍然處於賽前落後京都大賞典冠軍御用律師及京都新聞盃季軍目白光明取得第三人氣。比賽開始後，前方由T.M.Top Dan帶出，待兼福來處於先頭第三、四左右的位置，而御用律師及目白光明則因漏閘於後方追走。本次比賽由於T.M.Top Dan選擇慢放，因而前1000米的所用時間爲61.8秒的慢步速，而爲應對此局面，騎師南井選擇待兼福來的速度，讓其一直保持於可受益於慢步速的先頭位置。通過第三彎道時，目白光明開始發力，於第四彎道時候經已取得領先。然而待兼福來於進入直路後以優秀的反應突破，最終轟出全場最佳末腳下不但超越前方所有對手，更以1馬位的優勢率先衝線，成功奪得首個分級賽冠軍，亦爲馬主細川益男及生產者信成牧場帶來首個一級賽頭銜。

### 5歲（現4歲）
然而進入1998年，其因受困於蹄裂及球節炎等傷患，導致實力大幅下降，於本年度出戰金鯱賞、鳴尾紀念及有馬紀念均未能跑入板內，分別獲得第六、第八及第十三。

### 6歲（現5歲）
1999年其狀態仍然未能完全回復，出戰衆多分級賽未有任何突破，最佳戰績爲於京都紀念及產經大阪盃取得亞軍。

### 7歲（現6歲）
2000年仍然現役，出戰金鯱賞及寶塚紀念分別以第十及第八大敗。
而於寶塚紀念過後，陣營發現其右前腳患有肌腱炎，加上其狀態完全不適合繼續出賽，因而決定安排其退役。

### 詳細賽績
| 日期       | 舉辦國家 | 馬場 | 距離   | 級別 | 賽事名稱     | 負重 | 騎師     | 馬號 | 出馬 | 名次 | 時間     | 頭馬（二馬）       |
| ---------- | -------- | ---- | ------ | ---- | ------------ | ---- | -------- | ---- | ---- | ---- | -------- | ------------------ |
| 30/11/1996 | 日本     | 阪神 | 泥1200 |      | 3歲新馬      | 54   | 藤田伸二 | 12   | 13   | 3    | 1:15.1   | 協榮三月           |
| 21/12/1996 | 日本     | 阪神 | 草1600 |      | 3歲新馬      | 54   | 藤田伸二 | 14   | 16   | 4    | 1:37.3   | Osumi Giant        |
| 15/3/1997  | 日本     | 阪神 | 泥1800 |      | 4歲未勝利    | 55   | 上村洋行 | 4    | 8    | 1    | 1:53.3   | （Tenzan Glamour） |
| 6/4/1997   | 日本     | 阪神 | 草1600 |      | 君子蘭賞     | 55   | 上村洋行 | 8    | 16   | 2    | 1:38.0   | Premium Thunder    |
| 19/4/1997  | 日本     | 京都 | 草1800 |      | 滿利谷馬場賞 | 55   | 上村洋行 | 10   | 14   | 1    | 1:46.4   | （T.M.Tokkyu）     |
| 10/5/1997  | 日本     | 東京 | 草2200 | OP   | 主席錦標     | 56   | 柴田善臣 | 12   | 16   | 2    | 2:13.4   | 無聲鈴鹿           |
| 1/6/1997   | 日本     | 東京 | 草2400 | GI   | 東京優駿     | 57   | 柴田善臣 | 14   | 17   | 7    | 2.26.4   | 陽光拜仁           |
| 5/7/1997   | 日本     | 福島 | 草1700 |      | 櫻桃錦標     | 57   | 武豐     | 6    | 11   | 1    | 1:41.8   | （Shako Tesco）    |
| 14/9/1997  | 日本     | 阪神 | 草2000 | GII  | 神戶新聞盃   | 56   | 南井克巳 | 4    | 11   | 1    | 2:00.0   | （無聲鈴鹿）       |
| 12/10/1997 | 日本     | 京都 | 草2200 | GII  | 京都新聞盃   | 57   | 南井克巳 | 1    | 12   | 1    | 2:13.1   | （Pulsebeat）      |
| 2/11/1997  | 日本     | 京都 | 草3000 | GI   | 菊花賞       | 57   | 南井克巳 | 4    | 18   | 1    | 3:07.7   | （Daiwa Oshu）     |
| 30/6/1998  | 日本     | 中京 | 草2000 | GII  | 金鯱賞       | 59   | 南井克巳 | 9    | 9    | 6    | 2:00.5   | 無聲鈴鹿           |
| 21/6/1998  | 日本     | 阪神 | 草2000 | GII  | 鳴尾紀念     | 59   | 南井克巳 | 14   | 14   | 8    | 2:05.1） | Sunrise Flag       |
| 27/12/1998 | 日本     | 中山 | 草2500 | GI   | 有馬紀念     | 57   | 岡部幸雄 | 1    | 16   | 13   | 2:34.3   | 草上飛             |
| 14/2/1999  | 日本     | 京都 | 草2200 | GII  | 京都紀念     | 58   | 武豐     | 8    | 10   | 2    | 2:15.6   | Emocion            |
| 7/3/1999   | 日本     | 阪神 | 草1600 | GII  | 讀賣盃       | 58   | 武幸四郎 | 11   | 14   | 11   | 1:38.1   | Egao o Misete      |
| 4/4/1999   | 日本     | 阪神 | 草2000 | GII  | 產經大阪盃   | 59   | 佐藤哲三 | 6    | 11   | 2    | 2:00.0   | 沉默獵人           |
| 2/5/1999   | 日本     | 京都 | 草3200 | GI   | 春季天皇賞   | 58   | 佐藤哲三 | 1    | 12   | 7    | 3:16.8   | 特別週             |
| 11/7/1999  | 日本     | 阪神 | 草2200 | GI   | 寶塚紀念     | 58   | 佐藤哲三 | 7    | 12   | 5    | 2:14.0   | 草上飛             |
| 22/8/1999  | 日本     | 札幌 | 草2000 | GII  | 札幌紀念     | 58   | 藤田伸二 | 1    | 10   | 7    | 2:01.4   | 星雲天空           |
| 27/5/1999  | 日本     | 中京 | 草2000 | GII  | 金鯱賞       | 59   | 四位洋文 | 9    | 11   | 10   | 2:00.5   | 名將戶仁           |
| 25/6/1999  | 日本     | 阪神 | 草2200 | GI   | 寶塚紀念     | 58   | 幸英明   | 5    | 11   | 8    | 2:15.6   | 好歌劇             |

## 退役後
退役後，待兼福來成爲了配種馬，於北海道門別町（今日高町）待兼牧場休養，在2000年進行配種，首批子嗣於2001年出生。首批子嗣可於2003年出賽。
2010年由配種馬退役，被轉移至到山梨縣北杜市小須田牧場（今Horse Bridge）以功勞馬身份進行養老生活。
2020年7月31日，其因衰老以26歲之齡死亡。

## 血統簡介
父系Crystal Glitters爲美國生產的法國賽駒，曾連霸一級賽伊斯巴翰錦標。祖父害羞新郎爲法國賽駒，生涯戰績優秀，曾勝出法國二千堅尼等五項一級賽。
母系Athena Tosho爲日本賽駒，雖然生涯僅得兩勝，但血統上並不俗，爲開創日本其中一條傳統雌系的Shiraoki之後代。外祖父Tosho Boy爲日本賽駒，生涯戰績優秀，曾勝出皋月賞及有馬紀念，因其強大的加速力及末腳速度而被稱爲「天馬」。

### 血統表
| 父線：害羞新郎系（Red God系）                |                              |                  |                 |
| 種馬 Crystal Glitters 1980年（棗色）         | 害羞新郎 1974年（栗色）      | Red God          | Nasrullah       |
| 種馬 Crystal Glitters 1980年（棗色）         | 害羞新郎 1974年（栗色）      | Red God          | Spring Run      |
| 種馬 Crystal Glitters 1980年（棗色）         | 害羞新郎 1974年（栗色）      | Runaway Bride    | Wild Risk       |
| 種馬 Crystal Glitters 1980年（棗色）         | 害羞新郎 1974年（栗色）      | Runaway Bride    | Aimee           |
| 種馬 Crystal Glitters 1980年（棗色）         | Tales to Tell 1967年（棗色） | Donut King       | Determin        |
| 種馬 Crystal Glitters 1980年（棗色）         | Tales to Tell 1967年（棗色） | Donut King       | Strayed         |
| 種馬 Crystal Glitters 1980年（棗色）         | Tales to Tell 1967年（棗色） | Fleeting Doll    | Fleet Nasrullah |
| 種馬 Crystal Glitters 1980年（棗色）         | Tales to Tell 1967年（棗色） | Fleeting Doll    | Chinese Doll    |
| 繁殖雌馬 Athena Tosho 1981年（栗色）         | Tosho Boy 1973年（棗色）     | Tesco Boy        | Princely Gift   |
| 繁殖雌馬 Athena Tosho 1981年（栗色）         | Tosho Boy 1973年（棗色）     | Tesco Boy        | Suncourt        |
| 繁殖雌馬 Athena Tosho 1981年（栗色）         | Tosho Boy 1973年（棗色）     | Social Butterfly | Your Host       |
| 繁殖雌馬 Athena Tosho 1981年（栗色）         | Tosho Boy 1973年（棗色）     | Social Butterfly | Wisteria        |
| 繁殖雌馬 Athena Tosho 1981年（栗色）         | Grey Tosho 1974年（灰色）    | Silver Shark     | Buisson Ardent  |
| 繁殖雌馬 Athena Tosho 1981年（栗色）         | Grey Tosho 1974年（灰色）    | Silver Shark     | Palsaka         |
| 繁殖雌馬 Athena Tosho 1981年（栗色）         | Grey Tosho 1974年（灰色）    | Rose Tosho       | Tudor Period    |
| 繁殖雌馬 Athena Tosho 1981年（栗色）         | Grey Tosho 1974年（灰色）    | Rose Tosho       | Waka Shiraoki   |
| 雌系：號族：3-l                              |                              |                  |                 |
| 五代內近親交配：Nasrullah 4×5×5、Alibhai 5×5 |                              |                  |                 |

## 命名由來
名字Matikanefukukitaru（マチカネフクキタル）由兩部分組成，前半部分的Matikane（マチカネ）是馬主細川益男的冠名，來自其母校大阪府豐中市大阪大学豐中校區附近的待兼山，後半部分Fukukitaru（フクキタル）則於日語中有「福運降臨」的意思，香港採用「福來」作為翻譯。此名字为了符合轉寫至拉丁字母時上限18個英文之規則，因此轉寫假名「チ」的時候，採用ti代替chi，另外，亦省略了兩部分之間的空格。

## 外部連結
- 待兼福來 netkeiba.com （页面存档备份，存于）
- 血統表 （页面存档备份，存于）